# فرهنگ انگلیسی آکسفورد
فرهنگ انگلیسی آکسفورد یا دیکشنری انگلیسی آکسفورد (به انگلیسی: Oxford English Dictionary) یک فرهنگ لغت زبان انگلیسی است که انتشارات دانشگاه آکسفورد آن را در سال ۱۸۸۴ منتشر کرده‌است. تاکنون دو نسخهٔ چاپیِ این فرهنگ لغت با این نام و با تجدیدنظر کلی در سال‌ ۱۹۸۹ منتشر شده‌است. تا دسامبر ۲۰۰۸، یک‌چهارم از نسخهٔ سوم این فرهنگ تألیف شده‌است. فرهنگ انگلیسی آکسفورد بزرگ‌ترین فرهنگ لغت در زبان انگلیسی‌است. نخستین ویراستار این فرهنگ، سِر جیمز آگوستوس هنری موری اسکاتلندی، معروف به سِر جیمز موری (سِر جیمز ماری) بود. او به‌مدت ۳۶ سال (از ۱۸۷۹ تا ۱۹۱۵، یعنی هنگام درگذشت)، به‌صورت مستمر، سرپرستیِ تألیف و تدوین فرهنگ را بر عهده داشت.

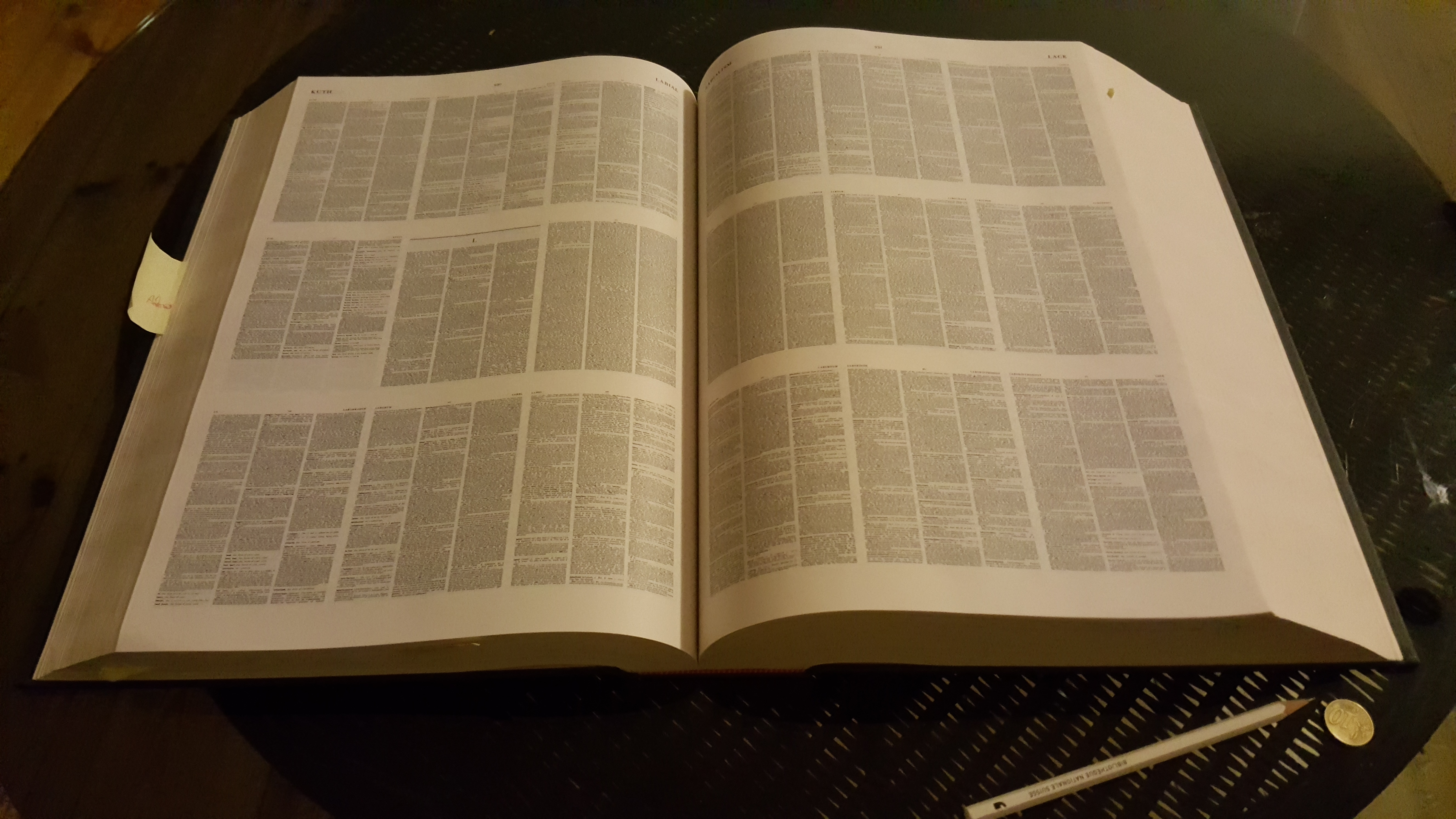
نسخهٔ تک‌جلدی ویراست دوّم با چاپ ریز. هر صفحه از این کتاب حاوی تصویر نُه صفحه از نسخهٔ بیست‌جلدی است. این نسخه با ذرّه‌بین خوانده می‌شود.

این کتاب در سال ۱۹۸۹ چاپ دومش منتشر شد.همچنین اولین نسخه الکترونیک آن در سال ۱۹۸۸ عرضه شد. نسخه آنلاین آن از سال ۲۰۰۰ موجود است.

## عمومی
- Wikipedia contributors, "Oxford English Dictionary," Wikipedia, The Free Encyclopedia, http://en.wikipedia.org/w/index.php?title=Oxford_English_Dictionary&oldid=356369637 (accessed April 23, 2010).

## ویژه
1. ↑  "OED2", [[آمازون.کام]] {{citation}}: URL–wikilink conflict (help).
2. ↑  Oxford University Press
3. ↑  OED reaches its quarter mark بایگانی‌شده  در ۹ دسامبر ۲۰۱۸ توسط Wayback Machine from the official OED website